# حيث تكون الأشياء البرية (كتاب)
حيث تكون الأشياء البرية (بالإنجليزية: Where the Wild Things Are)‏، وهو كتاب مصور للأطفال صدر في عام 1963 للكاتب والرسام الأمريكي موريس سينداك، وقد نشرته في الأصل «هاربر ورو» (Harper & Row). تم وضع الكتاب في وسائط أخرى عدة مرات، بما في ذلك فيلم رسوم متحركة قصير في عام 1973 (مع نسخة محدثة في عام 1988)؛ وفي فيلم روائي طويل مقتبس عام 2009 من إخراج سبايك جونز. باع الكتاب أكثر من 19 مليون نسخة في جميع أنحاء العالم اعتبارًا من عام 2009، منها 10 ملايين في الولايات المتحدة. فاز سينداك بميدالية كالديكوت السنوية من أمناء مكتبات الأطفال في عام 1964، معترفًا بأن كتاب «حيث تكون الأشياء البرية» على أنه «كتاب الصور الأمريكي الأكثر تميزًا للأطفال» في العام الماضي. تم التصويت عليه كأول كتاب مصور في استطلاع عام 2012 لقراء مجلة المكتبة المدرسية، ولم تكن أول مرة.